# Кастањоле (Асти)
Кастањоле (итал. Castagnole) је насеље у Италији у округу Асти, региону Пијемонт.
Према процени из 2011. у насељу је живело 34 становника. Насеље се налази на надморској висини од 244 м.